# Just a Game
Just a Game es el tercer álbum de estudio de la banda de hard rock canadiense Triumph y fue publicado en 1979. Este álbum contiene dos de sus grandes éxitos "Lay It on the Line" y "Hold On".
Just a Game se ubicó en el 48° lugar de la lista del Billboard 200, mientras que "Hold On" se posicionó en el 38° lugar del Billboard Hot 100 el 8 de septiembre de 1979 y exactamente dos meses después "Lay It on the Line" alcanzó el lugar 86° de la misma lista.

## Lista de canciones

### Lado A
| A Side |                       |              |          |  |
| N.º    | Título                | Escritor(es) | Duración |  |
| 1.     | «Movin' On»           | Gary Moore   | 4:10     |  |
| 2.     | «Lay It on the Line»  | Rik Emmett   | 4:05     |  |
| 3.     | «Young Enough to Cry» | Rik Emmett   | 6:04     |  |
| 4.     | «American Girls»      | Gil Moore    | 4:50     |  |

### Lado B
| B side |                    |                                        |          |  |
| N.º    | Título             | Escritor(es)                           | Duración |  |
| 5.     | «Just a Game»      | Gil Moore                              | 6:16     |  |
| 6.     | «Fantasy Serenade» | Rik Emmett                             | 1:39     |  |
| 7.     | «Hold On»          | Rik Emmett / Gil Moore / Ian Levine    | 6:08     |  |
| 8.     | «Suitcase Blues»   | Rik Emmett / Little Brother Montgomery | 3:08     |  |

## Formación
- Rik Emmett - voz y guitarra
- Gil Moore - batería y coros
- Michael Levine - bajo y teclado
- Laurie Delgrande - teclado
- Mike Danna - teclado
- Beau David - coros
- Clint Ryan - coros[3]
- Elaine Overholt - coros[3]
- Gord Waszek - coros[3]
- Colina Phillips - coros[3]
- Rosie Levine - coros[3]